# Ивановский, Израиль Давидович
Израиль Давидович Ивановский (Гибшман) (1899 — ?) — деятель органов государственной безопасности, начальник Экономического отдела полпредства ОГПУ по Крыму, капитан государственной безопасности (1936).

## Биография
Родился в еврейской семье. Окончил еврейскую школу. Учился в 4-классном городском училище в Туккуме, но не окончил его. С декабря 1918 в РККА. Член ВКП(б) с 1919. С мая 1919 инспектор по социальному обеспечению в Вольске и Хвалынске (Саратовская губерния). С сентября 1919 на разных должностях в Саратовской губернской ЧК. С июля 1920 сотрудник резерва ВЧК (Москва). Затем уполномоченный следственной части Особого отдела Западного фронта, старший следователь Особого отдела в Гродно (Беларусь). С сентября 1920 уполномоченный Особого отдела 15-й армии РККА. С февраля 1921 на руководящих должностях в Особом отделе 2-й Туркестанской дивизии (Алма-Ата, Казахстан). В 1922—1930 на оперативной работе в разных отделах ОГПУ.
В 1930 окончил Среднеазиатский политехнический институт. С августа 1930 начальник иностранного отделения Контр-разведывательного отдела (КРО), с октября 1930 сотрудник резерва, с апреля 1931 помощник начальника Экономического отдела (ЭКО) Полномочного представительства (ПП) ОГПУ по Средней Азии. С мая 1932 начальник 2-го отделения ЭКО, помощник начальника ЭКО ПП ОГПУ по Московский области.
С июля 1932 начальник Экономического отдела (ЭКО) полномочного представительства (ПП) ОГПУ по Крыму. На этой должности СБУ считается причастным к Голодомору на Украине, при том что Крым на то время являлся частью РСФСР (России).
С марта 1934 начальник ЭКО ПП ОГПУ (с 11 июля 1934 — УГБ Управления НКВД) по Восточно-Сибирскому краю в Иркутске. С сентября 1935 заместитель начальника Секретно-политического отдела (СПО) Управления государственной безопасности (УГБ) УНКВД Азово-Черноморского края (Ростов-на-Дону). С 23 января 1937 заместитель начальника 5-го (особого) отдела УГБ НКВД Узбекской ССР, заместитель начальника Особого отдела ГУГБ НКВД Среднеазиатского военного округа. С 27 июля 1937 начальник Дорожно-транспортного отдела (ДТО) ГУГБ НКВД Одесской железной дороги.
Освобождён от занимаемой должности 16 января 1939 по болезни. Впоследствии директор облпроекта в Одессе. Дальнейшая судьба неизвестна.